# Infrastruktura jako služba
Infrastruktura jako služba (Infrastructure as a service, IaaS) je spolu s PaaS (Platform as a service, platforma jako služba) a populárním SaaS (Software as a service, software jako služba) jedním z distribučních modelů cloud computingu, který nabízí funkcionalitu systémové integrace, čímž umožňuje přenášet data on-demand napříč systémy. Někdy je označován jako jeden z nejméně vyvinutých distribučních modelů. Oproti vlastnictví nebo outsourcingu si zde zákazník pronajímá škálovatelnou infrastrukturu, kde platí za využití informačních technologií, podobně jako za telefon. Platí se zde většinou za množství uložených dat, nebo čas-procesoru. Příjemce většinou nezajímá a ani nemůže zjistit, kde se pronajímaný hardware fyzicky nachází. Poskytovatel IaaS nabízí hardwarové prostředky z vlastního datového centra, obvykle servery a úložné systémy, případně i další doplňkové služby jako bezpečnostní nástroje (firewall), licence či vytvoření kopie infrastruktury. Zároveň je možno nabízet specializovaný hardware pro běh specifických aplikací, kdy dojde k úspoře z rozsahu.
Integrace jako služba může pracovat s aplikacemi ve vztahu SaaS – SaaS, SaaS – on premise či on premise – on premise. Důležitost integrace SaaS aplikací ukazuje studie firmy IDC z roku 2004 ohledně problémů nasazení SaaS řešení, kde více než polovina respondentů požadovala lepší propojení s in-house aplikacemi. Výzkumná zpráva firmy AMR z roku 2005 zdůrazňuje, že více než 70% respondentů předpokládá, že SaaS řešení bude možné integrovat s jejich on-premise a dalšími SaaS aplikacemi. 
V Česku jako jeden z prvních velkých lokálních hráčů začala infrastrukturu jako službu pod obchodním názvem Smart Cloud v září 2011 nabízet společnost České Radiokomunikace. Mezi největší hráče v oblasti IaaS na světovém trhu pak patří firmy Amazon, Microsoft nebo Rackspace. V září 2011 ohlásila spuštění vlastních služeb typu IaaS i společnost Hewlett-Packard.

## Vrstvy integrace
Služba SaaS je obvykle webovou aplikací, ke které mohou zákazníci přistupovat přes Internet. Stejně jako ostatní aplikace se SaaS skládá ze tří hlavních vrstev, a to: uživatelské rozhraní, business logika a data. Stejný zdroj ukazuje potřebu integrace SaaS aplikací na příkladu počítání provizí obchodníků. Ta probíhá v aplikaci HRM, ale měla by být podpořena daty o prodejích ze systému CRM. Integrace v takové případě probíhá na všech třech vrstvách.

### Datová integrace
Datová integrace znamená synchronizaci datové základny aplikací. V případě, že aplikace ke svému běhu využívá databázi, představuje datová integrace činnost, ve které se vyberou příslušné záznamy z databáze jedné aplikace a jsou zkopírovány do databáze druhé aplikace.

### Procesní integrace
Procesní integrace má za cíl propojit aplikace z hlediska podnikových procesů. Jakmile skončí jedna činnost, je vykonána činnost druhá. Skončení jednoho procesu spouští proces další. Jedna aplikace může řešit činnosti procesu týkající se vztahy se zákazníky, zatímco druhá pouze činnosti týkající evidence prodejů.  Procesní integrace zajišťuje návaznost mezi činnostmi napříč aplikacemi. Pokud by součástí procesu vyřizování objednávek bylo zjištění, zda je zákazník již registrovaný, bylo by úkolem procesní integrace zajistit spojení mezi ERP systémem evidujícím objednávky a CRM aplikací evidující zákazníky, tak aby se zjištění existence zákazníka v CRM provádělo automaticky při každém pokusu o uložení objednávky v ERP.
Skutečná procesní integrace je možná pouze v případě, že se integrované aplikace mají možnost mezi sebou volat, anebo pokud se k integrovaným aplikacím přistupuje přes společné uživatelské rozhraní, či pokud je business logika ošetřena pomocí prostředníka, přes kterého se k aplikaci přistupuje. V opačném případě je procesní integrace pouze integrací datovou. Pokud bychom například chtěli předávat objednávky z CRM do ERP, bylo by třeba v obou databázích vytvořit stejnou tabulku „Objednávka“ a zařídit, aby se jejich obsah synchronizoval.

### Integrace uživatelského rozhraní
Integrace uživatelského rozhraní (UI) je sebe vysvětlující pojem. Je třeba zmínit, že se nemusí vždy jednat o vytvoření jednotného vzhledu zastřešující svoji podobou několik dílčích aplikací. Za integraci uživatelského rozhraní se považuje například i jednotné přihlašování Single Sign On uživatele do integrovaných aplikací.

## Způsoby realizace

### IaaS založená na sjednocení API
API (Application Programming Interface) je rozhraní pro interakci s určitou aplikací. Toto rozhraní definuje, jaké funkce aplikace nabízí k volání zvenčí. Konkrétní podoba API může být různá, u SaaS má většinou podobu webových služeb. Každé rozhraní se dělí na dvě části. [Pec] Signaturu a kontrakt. Signatura obsahuje informace jako je název funkce, typ parametrů či typ návratové hodnoty. Kontrakt říká, jakého rozsahu mají parametry nabývat a další implementační detaily, které je nutné znát pro správné použití funkce. Zatímco signatura je uživateli vždy viditelná, kontrakt mu být dostupný již být nemusí anebo ne v dostatečně podrobné podobě. To mimo jiné postihuje Boomi ve svém dokumentu „Top 10 Common API Pitfalls“. API se navíc v jednotlivých verzích aplikace mění. A samozřejmě platí, že každá aplikace má API jiné. 
To je problém, který se IaaS primárně snaží řešit. Svým klientům nabízí provozovatel IaaS jednotné API pro podporované produkty, které zakrývá rozdíly nejen mezi jednotlivými verzemi v rámci jedné aplikace, ale také mezi jednotlivými aplikacemi. Klient potom může přistupovat ke všem podporovaným aplikacím stejným způsobem. Pomocí API je možné řešit integraci datovou a procesní.

### IaaS založení na mashups
Mashups jsou aplikace, které propojí funkcionalitu a data dílčích aplikací [BTW] skrze jejich API a vzájemně je integrují v jednotném uživatelském rozhraní, přičemž nabízí přidanou hodnotu v možnosti definice business pravidel a procesů, čímž umožňují docílit dosáhnout procesní integrace. Poskytovatel takovéto služby nabízí klientovi platformu pro tvorbu, provoz a správu mashup aplikací. Pomocí mashups je možné dosáhnout integrace uživatelského rozhraní a integrace procesní.

### IaaS založené na principu extrakce dat z uživatelského rozhraní
Některé aplikace (typicky webové stránky) žádné veřejné API nenabízejí. Přesto existuje několik možností řešení datové integrace. Jednou možností je manuální kopírování záznamů z uživatelského rozhraní jedné aplikace (okna prohlížeče) například do ERP systému. Nevýhodou tohoto řešení jsou špatné reakce na změny a vysoká chybovost. Další řešení spočívá ve vytvoření API nad aplikací, které bude data získávat extrakcí z jejího uživatelského rozhraní. Klient v takovém případě od poskytovatele dostává přístup k jeho serveru, kde běží aplikace s veřejným API, která na požádání prohledává stránky integrované aplikace a vrací hledaná data.

## Poskytovatelé

### Boomi
Společnost Boomi vznikla v roce 2000 ve Spojených státech. Začátkem listopadu tohoto roku ji koupila firma Dell. Řešení této společnosti nese název „Boomi Atomsphere Integration Cloud“ a klientům poskytuje jednotné API a nástroje pro pohodlnou konfiguraci datové integrace. Jednotné API je reprezentováno Konektory do rozličných aplikací. Jakmile je integrace nakonfigurována a uložena do souboru s názvem „Atom“. Tento soubor je spouštěn podle zvoleného druhu nasazení buď z počítače klienta nebo v rámci Boomi cloudu a provádí vlastní datovou integraci – výběr, kopírování a přesun záznamů mezi databázemi aplikací. [Boo]

### CastIron
Společnost CastIron byla založena v roce 2001 a v květnu tohoto roku byla koupena firmou IBM. Není to čistě cloudová firma, ale vzhledem ke vztahu s IBM nabízí i integrační řešení založená na IBM WebSphere, které mohou běžet mimo cloud. Podobně jako Boomi nabízí API a nástroje, které společně tvoří platformu jménem „CastIron OmniConnect“. Spuštění vlastní integrace je však, na rozdíl od Boomi, na platformě závislé a to se odráží i v možnostech nasazení. Integrační služby společnosti CastIron je možné používat buď jako službu v módu SaaS, v rámci virtuálního stroje v módu IaaS (infrastruktura jako služba), či na fyzickém hardwaru u uživatele. Platforma Omniconnect nabízí také možnost integrace uživatelského rozhraní pomocí mashups. [Cast]

### Convertigo
Convertigo je francouzská firma, která se zabývá výhradně integrací skrze mashups. Pro účel běhu mashups nabízí Convertigo Enterprise Mashup Server (C-EMS) a to buď v rámci cloudu nebo pro instalaci vlastním hardware u uživatele. Kromě provozu mashups a nástrojů na jejich tvorbu a správu nabízí Convertigo také možnost vytvořit API z uživatelského rozhraní aplikace. [Convert]

### HubSpan
Firma HubSpan vznikla v roce 2000 ve Spojených státech. Jejich řešení pro integraci se nazývá „WebSpan SaaS Integration Platform“. Dělí se na dvě základní části. Webspan Connect, která poskytuje datovou integraci a která je poskytována v modelu SaaS. Druhou částí Webspan Process, která řeší komplexní věci jako je propojení článků dodavatelského řetězce. Webspan Connect nabízí jednotné API pro přístup k různým aplikacím, ale jde v tomto ohledu ještě dál. Jednotlivé kontektory jsou specializované na přístup k rozličným druhům záznamů. Existuje speciální konektor na faktury, který je automaticky převádí mezi konvencemi různých systémů. Podobné kontektory existují také na objednávky a zásoby. 

### Informatica
Informatica vznikla ve Spojených státech v roce 1993. Z hlediska cloud computingu nabízí kromě datové integrace například také služby archivace dat. Dohromady tak tvoří řešení s názvem „The Informatica Platform“. Toto řešení je dostupné ve všech způsobech odběru cloud computingu, tedy jak SaaS, tak PaaS a IaaS. Je možné jej provozovat i na vlastním hardware klienta. 

### JamCracker
Firma JamCracker byla založena v roce 1990. Stejnojmenná aplikace z její dílny, přestože poskytuje společné rozhraní pro různé aplikace, není určena primárně pro datovou integraci obsahu databází. Jejím účelem je integrovat administrativní záležitosti mezi aplikacemi.  Jamcracker je určený k tomu, aby se stal jednotným bodem  přes který se uživatelé přihlašují do jednotlivých SaaS aplikací, který bude například jednotně řešit správu uživatelských účtů pro všechny aplikace. 

### Kapow
Společnost Kapow vznikla v roce 1998 v Dánsku. Nabízí řešení Kapow Katalyst, které umožňuje vytvořit API pro aplikaci, která pro interakci nabízí pouze uživatelské rozhraní (ve formě webové stránky). Tento přístup sama označuje jako "browser-based data integration". Aplikace funguje tak, že uživatel pomocí zvláštního prohlížeče označí, která data z jakých stránek ho zajímají. Postup, jak uživatel data získal, se uloží do entity označované jako Kapow Robot. Od této chvíle může uživatel přistupovat k označeným datům formou funkce veřejného API. Pokaždé, když je funkce API zavolána, spustí se robot, který projde příslušnou webovou stránku a vrátí z ní hledaná data. 

### SnapLogic
SnapLogic byla založena v roce 2006 ve společných státech. Nabízí datovou integraci pomocí poskytování sjednoceného API k jednotlivým aplikacím a nástrojům pro provedení integrace pomocí protokolu REST. Připojení do různých aplikací nejsou v terminologii SnapLogic konektory, nýbrž Snapy. Snapy jsou závislé na platformě – bez SnapLogic serveru neběží. SnapLogic server je možné pořídit jako řešení v cloudu anebo jej koupit pro instalaci na vlastním hardware uživatele. 

### WSO2
WSO2 je společnost, která nabízí open source řešení WSO2 Mashups as a Service. Jedná se o prostředí pro provoz a vývoj mashup aplikací. Samotný software je na rozdíl od všech předchozích možno stáhnout a používat zdarma. Platí se pouze za podporu a školení. Software je možné nainstalovat na skutečný počítač uživatele anebo do cloudového virtuálního počítače.